# Moses Wisner

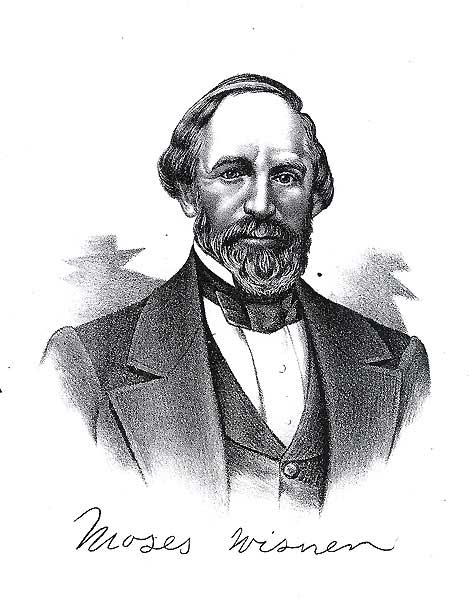
Moses Wisner.

Moses Wisner, född 3 juni 1815 i Springport, New York, död 5 januari 1863 i Lexington, Kentucky, var en amerikansk politiker. Han var guvernör i delstaten Michigan 1859–1861.
Efter skolgång i delstaten New York flyttade Wisner något senare, år 1837, till Michigan. Efter några år som jordbrukare bestämde han sig för att studera juridik och öppnade år 1841 en advokatpraktik i Pontiac.
Wisner gick först med i Whigpartiet och var en aktiv slaverimotståndare. Republikanska partiet grundades 1854 och Wisner var med i det nya partiet från första början. I kongressvalet 1854 förlorade han mot demokraten George Washington Peck. I guvernörsvalet 1858 vann Wisner klart som republikanernas kandidat och tillträdde guvernörsämbetet den 5 januari 1859. Han efterträddes två år senare av Austin Blair. Wisner avled 1863 i tyfoidfeber och gravsattes på Oak Hill Cemetery i Pontiac.